# Erik Hebold
Erik Hebold (* 1966) ist ein ehemaliger deutscher Basketballspieler.

## Leben
Hebold wurde 1988 mit der HSG TU Magdeburg Basketballmeister der Deutschen Demokratischen Republik. 1989 wiederholte er den Erfolg mit der Magdeburger Mannschaft. Hinzu kamen Einsätze im Europapokal. In der Saison 1990/91 traf er mit Magdeburg in der ersten Runde des Korać-Cups auf KK Union Olimpija aus Slowenien. Hin- und Rückspiel wurden deutlich verloren, Hebold erzielte im ersten Spiel elf und im zweiten neun Punkte. Der zwei Meter große Spieler auf der Innenposition wurde auch in die DDR-Auswahl berufen. Nach dem Ende der DDR spielte Hebold für den USC Magdeburg in der 2. Basketball-Bundesliga sowie in unterklassigen Ligen.
In der Wettkampfklasse Ü40 nahm er unter anderem an der Weltmeisterschaft 2009 in Prag teil. 2012 gehörte er zur deutschen Ü45-Mannschaft, die die Europameisterschaft in Litauen bestritt, 2015 war Hebold in derselben Altersklasse bei der WM in Orlando dabei.